# Lo Errázuriz (estación)
Lo Errázuriz será una futura estación del Metro de Santiago que formará parte de la Línea 6. Junto a la estación se emplazará una estación de combinación con el servicio de trenes Melipilla-Estación Central.
En 2022 se anunció la autorización para la construcción de la estación así como los tres kilómetros de túnel adicionales. Al año siguiente se anunció el inicio de la licitación del proyecto. Finalmente, el inicio de las obras de la estación ocurrió el 4 de abril de 2024 y se proyecta su inauguración en 2027.

## Historia
En 2011, la estación fue originalmente propuesta como intermodal con el servicio Tren Melipilla-Estación Central.
En 2014 fue anunciada como parte de la Línea 6. Sin embargo, Metro no confirmó su construcción a pesar de que sí fue mencionada en el estudio de impacto ambiental del proyecto Tren Melipilla-Estación Central. Ese mismo año también fue mencionada por el entonces ministro de Transportes Pedro Pablo Errázuriz, quien señaló que la extensión ya tenía la aprobación y que se estaba alistando la ingeniería. En 2017, EFE señala que la estación aún estaba en etapa de estudios.
En 2019 la eventual extensión de la Línea 6 estaba en proceso de evaluación tras el anuncio de la construcción del proyecto Metrotren Melipilla que será punto de combinación con la estación del metro.
Con el anuncio del proyecto «Chile sobre Rieles» durante el segundo gobierno del presidente Sebastián Piñera, se confirmó que la línea 6 se extendería hacia el poniente hasta la estación Lo Errázuriz del servicio Tren Melipilla-Estación Central, implicando la construcción de esta estación.
En octubre de 2020 Metro S.A. publicó dos licitaciones de ingeniería para la construcción de la estación y la extensión desde la estación Cerrillos. En noviembre de 2021 la empresa inició las licitaciones para la construcción de esta estación junto con los piques, galerías y túneles. En diciembre del mismo año es ingresada la declaración de impacto ambiental de est obra. 

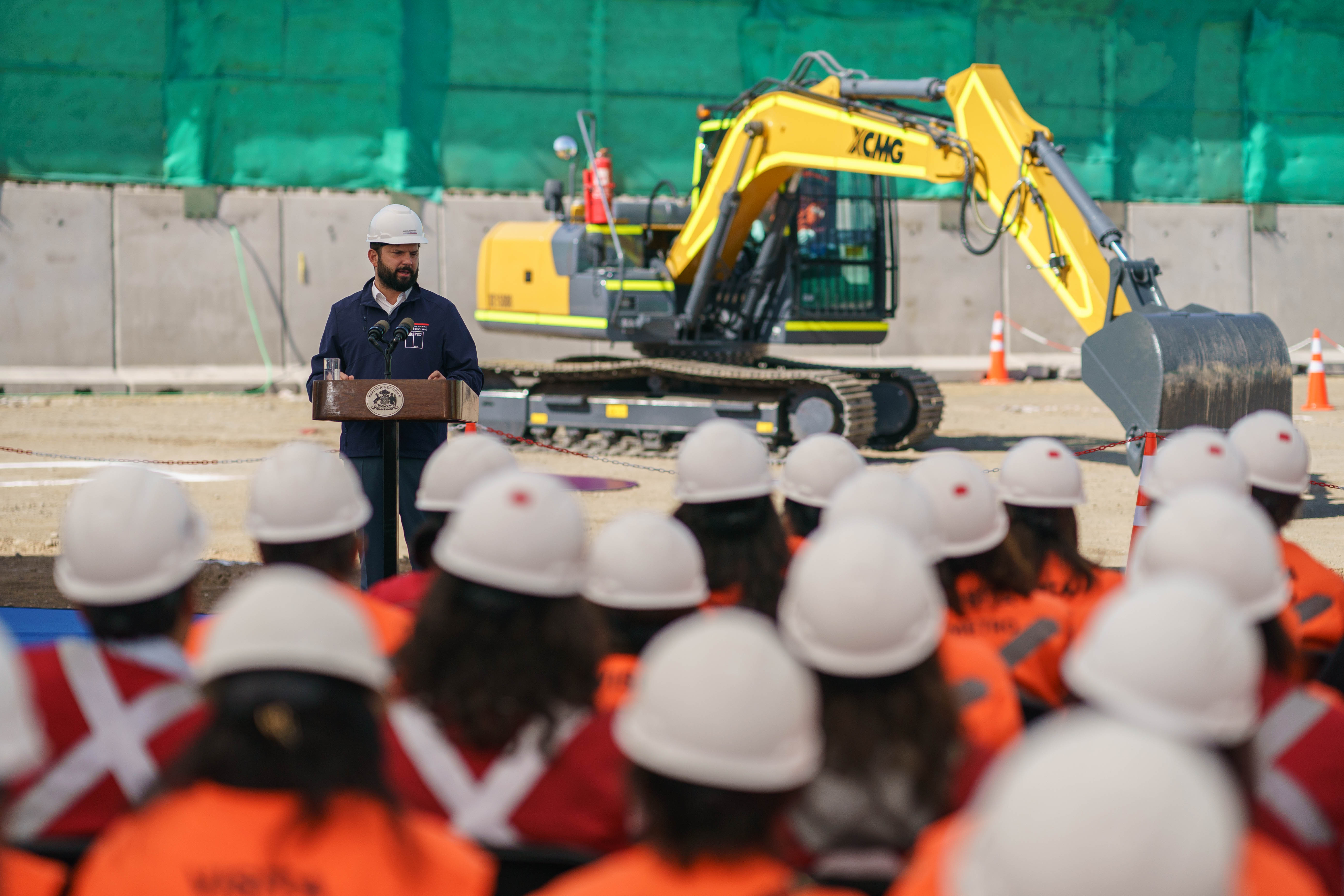
Ceremonia de inicio de obras de la extensión Cerrillos-Lo Errázuriz el 4 de abril de 2024.

Durante noviembre de 2022 se anuncia la aprobación de la declaración de impacto ambiental, por lo cual las obras recibieron permiso estatal. Se estima que las obras de construcción de un nuevo túnel de tres kilómetros más la nueva estación cuestan cerca de 200 millones de dólares.
El inicio de las obras se dio el 4 de abril de 2024, en una ceremonia encabezada por el presidente Gabriel Boric y la alcaldesa de Cerrillos, Lorena Facuse. Su inauguración está prevista para el último trimestre de 2027.
A fines de abril del año siguiente, las obras habían alcanzado un 21% de avance.

## Conexión con Red Metropolitana de Movilidad
El proyecto considera la construcción de espacios de detención preferenciales para buses del sistema de transporte público. Sin embargo, actualmente el sitio donde actualmente se emplaza el terreno donde se construirá el ingreso a la estación no cuenta con paraderos de alguna denominación especial, posee solamente cuatro paradas cercanas en Av. Lo Errázuriz con Av. Los Cerrillos:
| Paradero/ Código                                   | Recorridos |
| -------------------------------------------------- | --- |
| Av. Lo Errázuriz esq. / Av. Cerrillos (PI15)       | 101 (Cerrillos) - 481 (Av. Portales) - I04 (Villa El Abrazo) - I14 (Mall Plaza Oeste) - I14n (Mall Plaza Oeste) - I25 (Portal Oeste) |
| Av. Lo Errázuriz esq. / Av. Cerrillos (PI32)       | 101 (Recoleta) - 481 (Plaza Italia) - I04 (Metro San Alberto Hurtado) - I14 (Estación Central) - I14n (Centro)                       |
| Av. Los Cerrillos esq. / Av. Lo Errázuriz (PI1385) | I01 (Hospital San Borja Arriarán) - I18 (Metro U.L.A.)                                                                               |
| Av. Los Cerrillos esq. / Av. Lo Errázuriz (PI685)  | I01 (Villa Los Héroes) - I18 (Rinconada) - I25 (Villa Silva Henríquez)                                                               |